# Eleições autárquicas portuguesas de 1993 no distrito de Aveiro
| Eleições autárquicas portuguesas de 1993 Distritos: Aveiro \| Beja \| Braga \| Bragança \| Castelo Branco \| Coimbra \| Évora \| Faro \| Guarda \| Leiria \| Lisboa \| Portalegre \| Porto \| Santarém \| Setúbal \| Viana do Castelo \| Vila Real \| Viseu \| Açores \| Madeira |

## Resultados por concelho
Os resultados nos concelhos do distrito de Aveiro foram os seguintes:

### Águeda
| Partido                 | Partido                           | Votos  | %               | +/-   | Vereadores | +/-     |
| ----------------------- | --------------------------------- | ------ | --------------- | ----- | ---------- | ------- |
|                         | Partido Social Democrata          | 9 186  | 38,79 / 100,00  | 1,54  | 3 / 7      | Estável |
|                         | Partido Socialista                | 7 098  | 29,97 / 100,00  | 9,41  | 2 / 7      | 1       |
|                         | Partido Popular                   | 4 883  | 20,62 / 100,00  | 11,19 | 2 / 7      | 1       |
|                         | Coligação Democrática Unitária    | 1 467  | 6,20 / 100,00   | 2,17  | 0 / 7      | Estável |
|                         | Partido da Solidariedade Nacional | 164    | 0,69 / 100,00   | Novo  | 0 / 7      | Novo    |
| Votos Inválidos         | Votos Inválidos                   | 882    | 3,72 / 100,00   | 0,44  |            |         |
| Total                   | Total                             | 23 680 | 100,00 / 100,00 |       | 7 / 7      |         |
| Eleitorado/Participação | Eleitorado/Participação           | 38 028 | 62,27 / 100,00  | 1,19  |            |         |

### Albergaria-a-Velha
| Partido                 | Partido                           | Votos  | %               | +/-  | Vereadores | +/-     |
| ----------------------- | --------------------------------- | ------ | --------------- | ---- | ---------- | ------- |
|                         | Partido Popular                   | 5 493  | 44,19 / 100,00  | 7,95 | 3 / 7      | 1       |
|                         | Partido Social Democrata          | 4 149  | 33,38 / 100,00  | 2,98 | 3 / 7      | 1       |
|                         | Partido Socialista                | 1 982  | 15,95 / 100,00  | 2,84 | 1 / 7      | Estável |
|                         | Coligação Democrática Unitária    | 187    | 1,50 / 100,00   | 0,10 | 0 / 7      | Estável |
|                         | Partido da Solidariedade Nacional | 172    | 1,38 / 100,00   | Novo | 0 / 7      | Novo    |
| Votos Inválidos         | Votos Inválidos                   | 447    | 3,60 / 100,00   | 0,65 |            |         |
| Total                   | Total                             | 12 430 | 100,00 / 100,00 |      | 7 / 7      |         |
| Eleitorado/Participação | Eleitorado/Participação           | 18 544 | 67,03 / 100,00  | 1,51 |            |         |

### Anadia
| Partido                 | Partido                        | Votos  | %               | +/-  | Vereadores | +/-     |
| ----------------------- | ------------------------------ | ------ | --------------- | ---- | ---------- | ------- |
|                         | Partido Social Democrata       | 8 983  | 50,88 / 100,00  | 1,70 | 4 / 7      | Estável |
|                         | Partido Socialista             | 5 004  | 28,34 / 100,00  | 4,07 | 2 / 7      | Estável |
|                         | Partido Popular                | 2 599  | 14,72 / 100,00  | 2,26 | 1 / 7      | Estável |
|                         | Coligação Democrática Unitária | 304    | 1,72 / 100,00   | 0,15 | 0 / 7      | Estável |
| Votos Inválidos         | Votos Inválidos                | 764    | 4,33 / 100,00   | 0,24 |            |         |
| Total                   | Total                          | 17 654 | 100,00 / 100,00 |      | 7 / 7      |         |
| Eleitorado/Participação | Eleitorado/Participação        | 26 303 | 67,12 / 100,00  | 2,99 |            |         |

### Arouca
| Partido                 | Partido                           | Votos  | %               | +/-   | Vereadores | +/-     |
| ----------------------- | --------------------------------- | ------ | --------------- | ----- | ---------- | ------- |
|                         | Partido Socialista                | 6 568  | 45,06 / 100,00  | 28,77 | 4 / 7      | 3       |
|                         | Partido Social Democrata          | 5 764  | 39,54 / 100,00  | 0,18  | 3 / 7      | Estável |
|                         | Partido Popular                   | 1 262  | 8,66 / 100,00   | 4,87  | 0 / 7      | 1       |
|                         | Coligação Democrática Unitária    | 251    | 1,72 / 100,00   | 0,92  | 0 / 7      | Estável |
|                         | Partido da Solidariedade Nacional | 221    | 1,52 / 100,00   | Novo  | 0 / 7      | Novo    |
| Votos Inválidos         | Votos Inválidos                   | 511    | 3,50 / 100,00   | 0,11  |            |         |
| Total                   | Total                             | 14 577 | 100,00 / 100,00 |       | 7 / 7      |         |
| Eleitorado/Participação | Eleitorado/Participação           | 20 356 | 71,61 / 100,00  | 2,61  |            |         |

### Aveiro
| Partido                 | Partido                           | Votos  | %               | +/-  | Vereadores | +/-     |
| ----------------------- | --------------------------------- | ------ | --------------- | ---- | ---------- | ------- |
|                         | Partido Popular                   | 14 617 | 44,40 / 100,00  | 4,04 | 5 / 9      | Estável |
|                         | Partido Social Democrata          | 7 793  | 23,67 / 100,00  | 0,70 | 2 / 9      | Estável |
|                         | Partido Socialista                | 7 108  | 21,59 / 100,00  | 2,93 | 2 / 9      | Estável |
|                         | Coligação Democrática Unitária    | 1 548  | 4,70 / 100,00   | 0,28 | 0 / 9      | Estável |
|                         | Partido da Solidariedade Nacional | 358    | 1,09 / 100,00   | Novo | 0 / 9      | Novo    |
|                         | União Democrática Popular         | 246    | 0,75 / 100,00   | 0,27 | 0 / 9      | Estável |
| Votos Inválidos         | Votos Inválidos                   | 1 249  | 3,79 / 100,00   | 0,73 |            |         |
| Total                   | Total                             | 32 919 | 100,00 / 100,00 |      | 9 / 9      |         |
| Eleitorado/Participação | Eleitorado/Participação           | 56 590 | 58,17 / 100,00  | 0,68 |            |         |

### Castelo de Paiva
| Partido                 | Partido                           | Votos  | %               | +/-  | Vereadores | +/-     |
| ----------------------- | --------------------------------- | ------ | --------------- | ---- | ---------- | ------- |
|                         | Partido Socialista                | 5 511  | 50,92 / 100,00  | 1,84 | 4 / 7      | Estável |
|                         | Partido Social Democrata          | 4 578  | 42,30 / 100,00  | 1,23 | 3 / 7      | Estável |
|                         | Partido da Solidariedade Nacional | 255    | 2,36 / 100,00   | Novo | 0 / 7      | Novo    |
|                         | União Democrática Popular         | 129    | 1,19 / 100,00   | 0,69 | 0 / 7      | Estável |
|                         | Coligação Democrática Unitária    | 99     | 0,91 / 100,00   | 0,36 | 0 / 7      | Estável |
| Votos Inválidos         | Votos Inválidos                   | 251    | 2,32 / 100,00   | 0,38 |            |         |
| Total                   | Total                             | 10 823 | 100,00 / 100,00 |      | 7 / 7      |         |
| Eleitorado/Participação | Eleitorado/Participação           | 13 942 | 77,63 / 100,00  | 0,55 |            |         |

### Espinho
| Partido                 | Partido                           | Votos  | %               | +/-   | Vereadores | +/-     |
| ----------------------- | --------------------------------- | ------ | --------------- | ----- | ---------- | ------- |
|                         | Partido Socialista                | 7 099  | 35,65 / 100,00  | 4,79  | 3 / 7      | 1       |
|                         | Partido Social Democrata          | 6 155  | 30,91 / 100,00  | 3,22  | 2 / 7      | 1       |
|                         | Partido da Solidariedade Nacional | 2 936  | 14,74 / 100,00  | Novo  | 1 / 7      | Novo    |
|                         | Coligação Democrática Unitária    | 2 114  | 10,62 / 100,00  | 1,46  | 1 / 7      | Estável |
|                         | Partido Popular                   | 928    | 4,66 / 100,00   | 14,21 | 0 / 7      | 1       |
| Votos Inválidos         | Votos Inválidos                   | 680    | 3,42 / 100,00   | 0,63  |            |         |
| Total                   | Total                             | 19 912 | 100,00 / 100,00 |       | 7 / 7      |         |
| Eleitorado/Participação | Eleitorado/Participação           | 29 444 | 67,63 / 100,00  | 1,82  |            |         |

### Estarreja
| Partido                 | Partido                           | Votos  | %               | +/-   | Vereadores | +/-     |
| ----------------------- | --------------------------------- | ------ | --------------- | ----- | ---------- | ------- |
|                         | Partido Socialista                | 5 692  | 40,24 / 100,00  | 9,24  | 3 / 7      | 1       |
|                         | Partido Social Democrata          | 4 944  | 34,95 / 100,00  | 2,87  | 3 / 7      | Estável |
|                         | Partido Popular                   | 1 928  | 13,63 / 100,00  | 14,72 | 1 / 7      | 1       |
|                         | Coligação Democrática Unitária    | 928    | 6,56 / 100,00   | 1,04  | 0 / 7      | Estável |
|                         | Partido da Solidariedade Nacional | 159    | 1,12 / 100,00   | Novo  | 0 / 7      | Novo    |
| Votos Inválidos         | Votos Inválidos                   | 495    | 3,50 / 100,00   | 0,45  |            |         |
| Total                   | Total                             | 14 146 | 100,00 / 100,00 |       | 7 / 7      |         |
| Eleitorado/Participação | Eleitorado/Participação           | 22 095 | 64,02 / 100,00  | 2,39  |            |         |

### Ílhavo
| Partido                 | Partido                           | Votos  | %               | +/-   | Vereadores | +/-     |
| ----------------------- | --------------------------------- | ------ | --------------- | ----- | ---------- | ------- |
|                         | Partido Socialista                | 6 149  | 41,02 / 100,00  | 1,95  | 3 / 7      | Estável |
|                         | Partido Social Democrata          | 5 482  | 36,57 / 100,00  | 10,97 | 3 / 7      | 1       |
|                         | Partido Popular                   | 2 095  | 13,98 / 100,00  | 10,40 | 1 / 7      | 1       |
|                         | Coligação Democrática Unitária    | 524    | 3,50 / 100,00   | 0,66  | 0 / 7      | Estável |
|                         | Partido da Solidariedade Nacional | 227    | 1,51 / 100,00   | Novo  | 0 / 7      | Novo    |
| Votos Inválidos         | Votos Inválidos                   | 512    | 3,41 / 100,00   | 0,32  |            |         |
| Total                   | Total                             | 14 989 | 100,00 / 100,00 |       | 7 / 7      |         |
| Eleitorado/Participação | Eleitorado/Participação           | 26 703 | 56,13 / 100,00  | 0,98  |            |         |

### Mealhada
| Partido                 | Partido                           | Votos  | %               | +/-  | Vereadores | +/-     |
| ----------------------- | --------------------------------- | ------ | --------------- | ---- | ---------- | ------- |
|                         | Partido Socialista                | 5 987  | 55,67 / 100,00  | 8,79 | 4 / 7      | Estável |
|                         | Partido Social Democrata          | 3 701  | 34,41 / 100,00  | 9,01 | 3 / 7      | Estável |
|                         | Coligação Democrática Unitária    | 452    | 4,20 / 100,00   | 1,57 | 0 / 7      | Estável |
|                         | Partido Popular                   | 148    | 1,38 / 100,00   | -    | 0 / 7      | -       |
|                         | Partido da Solidariedade Nacional | 113    | 1,05 / 100,00   | Novo | 0 / 7      | Novo    |
| Votos Inválidos         | Votos Inválidos                   | 354    | 3,29 / 100,00   | 0,65 |            |         |
| Total                   | Total                             | 10 755 | 100,00 / 100,00 |      | 7 / 7      |         |
| Eleitorado/Participação | Eleitorado/Participação           | 16 240 | 66,23 / 100,00  | 0,60 |            |         |

### Murtosa
| Partido                 | Partido                        | Votos | %               | +/-  | Vereadores | +/-     |
| ----------------------- | ------------------------------ | ----- | --------------- | ---- | ---------- | ------- |
|                         | Partido Socialista             | 2 176 | 44,16 / 100,00  | 8,44 | 3 / 5      | Estável |
|                         | Partido Social Democrata       | 2 136 | 43,34 / 100,00  | 0,42 | 2 / 5      | Estável |
|                         | Partido Popular                | 439   | 8,91 / 100,00   | -    | 0 / 5      | -       |
|                         | Coligação Democrática Unitária | 38    | 0,77 / 100,00   | 0,18 | 0 / 5      | Estável |
| Votos Inválidos         | Votos Inválidos                | 139   | 2,82 / 100,00   | 0,13 |            |         |
| Total                   | Total                          | 4 928 | 100,00 / 100,00 |      | 5 / 5      |         |
| Eleitorado/Participação | Eleitorado/Participação        | 8 119 | 60,70 / 100,00  | 4,97 |            |         |

### Oliveira de Azeméis
| Partido                 | Partido                        | Votos  | %               | +/-  | Vereadores | +/-     |
| ----------------------- | ------------------------------ | ------ | --------------- | ---- | ---------- | ------- |
|                         | Partido Social Democrata       | 15 403 | 42,64 / 100,00  | 1,15 | 4 / 9      | 1       |
|                         | Partido Socialista             | 15 047 | 41,65 / 100,00  | 8,11 | 4 / 9      | 1       |
|                         | Partido Popular                | 3 464  | 9,59 / 100,00   | 5,87 | 1 / 9      | Estável |
|                         | Coligação Democrática Unitária | 1 064  | 2,95 / 100,00   | 0,59 | 0 / 9      | Estável |
| Votos Inválidos         | Votos Inválidos                | 1 147  | 3,17 / 100,00   | 0,27 |            |         |
| Total                   | Total                          | 36 125 | 100,00 / 100,00 |      | 9 / 9      | 2       |
| Eleitorado/Participação | Eleitorado/Participação        | 53 343 | 67,72 / 100,00  | 2,77 |            |         |

### Oliveira do Bairro
| Partido                 | Partido                        | Votos  | %               | +/-  | Vereadores | +/-     |
| ----------------------- | ------------------------------ | ------ | --------------- | ---- | ---------- | ------- |
|                         | Partido Popular                | 4 989  | 45,42 / 100,00  | 8,94 | 4 / 7      | Estável |
|                         | Partido Social Democrata       | 4 724  | 43,01 / 100,00  | 8,34 | 3 / 7      | Estável |
|                         | Partido Socialista             | 761    | 6,93 / 100,00   | 0,03 | 0 / 7      | Estável |
|                         | Coligação Democrática Unitária | 169    | 1,54 / 100,00   | 0,38 | 0 / 7      | Estável |
| Votos Inválidos         | Votos Inválidos                | 341    | 3,11 / 100,00   | 0,20 |            |         |
| Total                   | Total                          | 10 984 | 100,00 / 100,00 |      | 7 / 7      |         |
| Eleitorado/Participação | Eleitorado/Participação        | 16 085 | 68,29 / 100,00  | 0,92 |            |         |

### Ovar
| Partido                 | Partido                           | Votos  | %               | +/-   | Vereadores | +/-     |
| ----------------------- | --------------------------------- | ------ | --------------- | ----- | ---------- | ------- |
|                         | Partido Socialista                | 10 524 | 44,05 / 100,00  | 19,50 | 4 / 7      | 2       |
|                         | Partido Social Democrata          | 9 878  | 41,34 / 100,00  | 3,52  | 3 / 7      | 1       |
|                         | Partido Popular                   | 1 117  | 4,68 / 100,00   | 15,95 | 0 / 7      | 1       |
|                         | Coligação Democrática Unitária    | 1 045  | 4,37 / 100,00   | 0,86  | 0 / 7      | Estável |
|                         | Partido da Solidariedade Nacional | 387    | 1,62 / 100,00   | Novo  | 0 / 7      | Novo    |
|                         | União Democrática Popular         | 268    | 1,12 / 100,00   | 0,32  | 0 / 7      | Estável |
| Votos Inválidos         | Votos Inválidos                   | 673    | 2,82 / 100,00   | 0,47  |            |         |
| Total                   | Total                             | 23 892 | 100,00 / 100,00 |       | 7 / 7      |         |
| Eleitorado/Participação | Eleitorado/Participação           | 38 665 | 61,79 / 100,00  | 2,04  |            |         |

### Santa Maria da Feira
| Partido                 | Partido                        | Votos  | %               | +/-  | Vereadores | +/-     |
| ----------------------- | ------------------------------ | ------ | --------------- | ---- | ---------- | ------- |
|                         | Partido Social Democrata       | 30 570 | 45,58 / 100,00  | 4,20 | 5 / 9      | Estável |
|                         | Partido Socialista             | 29 328 | 43,72 / 100,00  | 3,80 | 4 / 9      | Estável |
|                         | Partido Popular                | 3 286  | 4,90 / 100,00   | 1,15 | 0 / 9      | Estável |
|                         | Coligação Democrática Unitária | 1 891  | 2,82 / 100,00   | 1,54 | 0 / 9      | Estável |
| Votos Inválidos         | Votos Inválidos                | 2 001  | 2,98 / 100,00   | 0,06 |            |         |
| Total                   | Total                          | 67 076 | 100,00 / 100,00 |      | 9 / 9      |         |
| Eleitorado/Participação | Eleitorado/Participação        | 96 136 | 69,77 / 100,00  | 1,54 |            |         |

### São João da Madeira
| Partido                 | Partido                        | Votos  | %               | +/-  | Vereadores | +/-     |
| ----------------------- | ------------------------------ | ------ | --------------- | ---- | ---------- | ------- |
|                         | Partido Popular                | 4 256  | 38,67 / 100,00  | 3,53 | 3 / 7      | Estável |
|                         | Partido Social Democrata       | 3 086  | 28,04 / 100,00  | 5,84 | 2 / 7      | Estável |
|                         | Partido Socialista             | 2 706  | 24,59 / 100,00  | 2,18 | 2 / 7      | Estável |
|                         | Coligação Democrática Unitária | 761    | 6,91 / 100,00   | 1,23 | 0 / 7      | Estável |
| Votos Inválidos         | Votos Inválidos                | 197    | 1,79 / 100,00   | 1,37 |            |         |
| Total                   | Total                          | 11 006 | 100,00 / 100,00 |      | 7 / 7      |         |
| Eleitorado/Participação | Eleitorado/Participação        | 16 051 | 68,57 / 100,00  | 5,75 |            |         |

### Sever do Vouga
| Partido                 | Partido                        | Votos  | %               | +/-  | Vereadores | +/-     |
| ----------------------- | ------------------------------ | ------ | --------------- | ---- | ---------- | ------- |
|                         | Partido Popular                | 5 072  | 59,28 / 100,00  | 6,52 | 5 / 7      | 1       |
|                         | Partido Social Democrata       | 2 910  | 34,01 / 100,00  | 4,13 | 2 / 7      | 1       |
|                         | Coligação Democrática Unitária | 230    | 2,69 / 100,00   | 3,10 | 0 / 7      | Estável |
| Votos Inválidos         | Votos Inválidos                | 344    | 4,02 / 100,00   | 0,71 |            |         |
| Total                   | Total                          | 8 556  | 100,00 / 100,00 |      | 7 / 7      |         |
| Eleitorado/Participação | Eleitorado/Participação        | 11 481 | 74,52 / 100,00  | 0,78 |            |         |

### Vagos
| Partido                 | Partido                        | Votos  | %               | +/-  | Vereadores | +/-     |
| ----------------------- | ------------------------------ | ------ | --------------- | ---- | ---------- | ------- |
|                         | Partido Popular                | 4 841  | 44,39 / 100,00  | 5,94 | 4 / 7      | 1       |
|                         | Partido Social Democrata       | 4 801  | 44,02 / 100,00  | 7,03 | 3 / 7      | 1       |
|                         | Partido Socialista             | 891    | 8,17 / 100,00   | 0,70 | 0 / 7      | Estável |
|                         | Coligação Democrática Unitária | 59     | 0,54 / 100,00   | 0,14 | 0 / 7      | Estável |
| Votos Inválidos         | Votos Inválidos                | 314    | 2,88 / 100,00   | 0,25 |            |         |
| Total                   | Total                          | 10 906 | 100,00 / 100,00 |      | 7 / 7      |         |
| Eleitorado/Participação | Eleitorado/Participação        | 16 142 | 67,56 / 100,00  | 1,28 |            |         |

### Vale de Cambra
| Partido                 | Partido                        | Votos  | %               | +/-  | Vereadores | +/-     |
| ----------------------- | ------------------------------ | ------ | --------------- | ---- | ---------- | ------- |
|                         | Partido Social Democrata       | 6 713  | 43,57 / 100,00  | 5,34 | 3 / 7      | Estável |
|                         | Partido Popular                | 6 223  | 40,39 / 100,00  | 0,59 | 3 / 7      | Estável |
|                         | Partido Socialista             | 1 936  | 12,57 / 100,00  | 5,46 | 1 / 7      | Estável |
|                         | Coligação Democrática Unitária | 115    | 0,75 / 100,00   | 0,29 | 0 / 7      | Estável |
| Votos Inválidos         | Votos Inválidos                | 419    | 2,72 / 100,00   | 0,18 |            |         |
| Total                   | Total                          | 15 406 | 100,00 / 100,00 |      | 7 / 7      |         |
| Eleitorado/Participação | Eleitorado/Participação        | 20 735 | 74,30 / 100,00  | 4,34 |            |         |